# Cryptus moschator
Cryptus moschator är en stekelart som först beskrevs av Fabricius 1787.  Cryptus moschator ingår i släktet Cryptus och familjen brokparasitsteklar. Arten är reproducerande i Sverige. Utöver nominatformen finns också underarten C. m. iroquois.